# 美秀县
美秀县是越南朔庄省下辖的一个县。

## 地理
美秀县东接朔庄市，东北接周城县，西北接后江省凤合县，西接我𠄼市社和后江省隆美市社，南接盛治县，东南接美川县。

## 历史
2008年9月24日，顺和社和胡得健社析置周城市镇；以顺和社、胡得健社、安宁社、安合社、富新社、富心社、善美社和周城市镇1市镇7社析置周城县；美秀县仍辖黄有义市镇、美秀社、美香社、美福社、美顺社、兴富社、隆兴社、富美社、顺兴社1市镇8社。

## 行政区划
美秀县下辖1市镇8社，县莅黄有义市镇。
- 黄有义市镇（Thị trấn Huỳnh Hữu Nghĩa）
- 兴富社（Xã Hưng Phú）
- 隆兴社（Xã Long Hưng）
- 美香社（Xã Mỹ Hương）
- 美福社（Xã Mỹ Phước）
- 美顺社（Xã Mỹ Thuận）
- 美秀社（Xã Mỹ Tú）
- 富美社（Xã Phú Mỹ）
- 顺兴社（Xã Thuận Hưng）